# Hołowiecko (rejon starosamborski)
Hołowiecko (ukr. Головецько, do 1891 Hołowiecko Górne i Dolne) – wieś w rejonie samborskim (wcześniej w rejonie starosamborskim) obwodu lwowskiego Ukrainy. Wieś liczy około 1170 mieszkańców. Leży nad rzeką Dniestr. Jest siedzibą silskiej rady, której podlega również Babina. Pierwsza wzmianka o wsi pochodzi z 1507 roku (holovyeczko). W rejestrze wymienionych jest 6 łanów i pop.
Wieś prawa wołoskiego, położona była w drugiej połowie XV wieku w ziemi przemyskiej województwa ruskiego. W 1921 liczyło około 1635 mieszkańców. Znajdowało się w powiecie starosamborskim.

## Ważniejsze obiekty
- Cerkiew prawosławna z 1500 – w dawnym Hołowiecku Dolnym
- Cerkiew greckokatolicka z 1742 – w dawnym Hołowiecku Górnym